# Semitski jeziki
Semitski jeziki so jezikovna skupina, ki pripada severnovzhodnemu afroazijskemu jezikovnemu deblu, edinemu, ki ga govorijo v Aziji. 
Najbolj znani predstavniki danes so arabščina, amharščina (lingua franca Etiopije), hebrejščina in tigrajščina (tigrinjščina).

## Vzhodno semitski jeziki
- akadščina (asirsko-babilonščina) †

Sporni (ali vzhodno semitski ali severnozahodno semitski): eblaitščina †

## Srednje semitski jeziki

### Severnozahodni semitski jeziki
- kanaanski jeziki
  - hebrejščina
  - moabitščina †
  - edomitščina †
  - amonitščina †
  - feničanščina (vključujoč kasnejšo puntščino) †
- aramejski jeziki
  - starosirščina
  - mandajščina
- ugaritščina †
- amoritščina † (potrjen samo v lastnih imenih, prepisanih v akadščino. Lahko je tudi predhodnik severnozahodnih semitskih jezikov ali se je celo kasneje razdelil v srednje semitske jezike.)

### Južni srednje (arabski) jeziki
- arabščina
- malteščina

## Južno semitski jeziki

### Zahodni (znotraj južno semitskih)
- etiopski jeziki
  - severni
    - tigrajščina (tigrinjščina)
    - tigrejščina
    - giz † (le še v cerkveni in književni rabi)

  - južni
    - prečni
      - amharščina
      - argabščina
      - aderščina
      - gafatščina †
      - vzhodno guraški jeziki
        - seltščina
        - volanščina
        - zvajščina
        - ulbarščina
        - inekorščina

    - zunanji
      - sodoščina
      - gogotščina
      - muherščina
      - zahodno guraški jeziki
        - maskanščina
        - ezhaščina
        - guraščina
        - gjetoščina
        - enemorščina
        - endegenščina
- staro južno arabski †
  - sabejščina †
  - minejščina †
  - kvatabanščina †

### Vzhodni (znotraj južno semitskih)
- sokotrščina
- mehriščina
- džibalijščina
- harsusijščina
- batarijščina
- hobjotščina

## Splošne značilnosti
Za semitske jezike je značilna zgradba besednih korenov iz treh soglasnikov, ki se nato pregibajo s samoglasniškimi spremembami oziroma dodajanjem predpon in pripon. Na primer v hebrejščini:
gdl pomeni »velik« vendar ni del govora in ni beseda, le koren
gadol pomeni »velik« in je moški pridevnik
gdola pomeni »velika« (ženski pridevnik)
giddel pomeni »je zrasel« (prehodni glagol)
gadal pomeni »je rasel« (neprehodni glagol)
higdil pomeni »je povečeval« (prehodni glagol)
magdelet pomeni »povečalo« (leče)
spr je koren za »šteti« ali »prešteti«
sefer pomeni »knjiga«
sofer pomeni »pisati«
mispar pomeni »število«.
Semitski jeziki imajo več skupnih korenov. Na primer, koren ktb, ki pomeni pisanje, obstaja tako v hebrejščini kot v arabščini. (»Je pisal« v hebrejščini zapišejo kot katav, v klasični arabščini pa kataba).
Naslednji spisek prikaže nekaj enakovrednih besed v nekaterih semitskih jezikih.
| akadsko | aramejsko | arabsko | hebrejsko | giz | slovenski prevod |
| ------- | --------- | ------- | --------- | --- | ---------------- |
| zikaru  | dikrā     | ḏakar   | zåḵår     | —   | moški            |
| maliku  | malkā     | malik   | mĕlĕḵ     | —   | kralj            |
| imêru   | ḥamarā    | ḥimār   | ḥămōr     | —   | osel             |
| erṣetu  | ʔarʿā     | ʔarḍ    | ʔĕrĕṣ     | —   | kopno            |
| bitu    | bajta     | bajtu   | bajit     | bet | hiša             |

Včasih se določeni koreni pomensko razlikujejo od enega do drugega semitskega jezika. Na primer, koren b-y-ḍ v arabščini pomeni »bel« kot tudi »jajce«, v hebrejščini pa samo »jajce«. Koren l-b-n v arabščini pomeni »mleko«, v hebrejščini pa »belo« barvo.
Včasih seveda ne obstaja povezava med koreni. Na primer, »znanje« je v hebrejščini predstavljeno s korenom y-d-ʿ, v arabščini pa s korenoma ʿ-r-f in ʿ-l-m.
Drugi afroazijski jeziki kažejo podobne vzorce, vendar običajno z dvosoglasniškimi koreni. Na primer v kabilščini afeg pomeni »leteti«, medtem ko affug pomeni »let« in yufeg pomeni »je letel«.